# Fallout 1.5: Resurrection
Fallout 1.5: Resurrection (с англ. — «Воскрешение», «Возрождение») — компьютерная ролевая игра по игровому миру Fallout, созданная чешскими фанатами на движке Fallout 2 и выпущенная 3 октября 2013 года. Действия игры происходят в промежутке между первой и второй частями оригинальных Fallout. В среднем прохождение занимает 25 часов.
Название Resurrection не только символизирует возрождение старого Fallout, но также ссылается на воскрешение главного героя.

## Сюжет
События разворачиваются в 2170 году на территории бывшего Нью-Мексико. Главный герой, получивший серьёзную травму головы, просыпается в пещере, кишащей крысами и скорпионами. Он не помнит ничего: ни как туда попал, ни кем он был до этого. Единственные вещи, которые могут пролить свет на его прошлое, — это таинственный талисман и костюм убежища с числом тринадцать.
Игрок путешествует по пустоши, пытаясь узнать хоть что-то о своём происхождении и значение талисмана. По пути они встречает агрессивно настроенных гулей, которые ведут себя так, как будто знают его. В итоге герой находит гуля по имени Томас, который поведает о прошлом героя и сути секты Возрождения, возглавляемой человеком, известным как Спаситель.
Правда в том, что герой был гулем, состоял в Возрождении и, более того, был удостоен чести снова стать нормальным человеком с помощью технологий Vault-Tec, состоящих на вооружении секты. Однако есть два «но»: перерождение требует ткани живых людей, а само обращение временно. Перерождённый остаётся стерильным и медленно погибает от разложения тканей.
Игрок может выбрать конец истории и собственной судьбы. Либо снова присоединиться к культу и помочь захватить власть в регионе, при этом умерев в битве при захвате города Альбукерке. Либо любым способом разрушить базу Возрождения, лишая гулей надежды снова стать нормальными, но оборвав порочный круг нападений на людей, и самостоятельно уйти из жизни в удобный момент.

## История разработки
Идея создать Fallout 1.5 Resurrection возникла на форуме Mad Brahmin (чеш. Šílené Brahmíny), крупнейшем фан-сайте Fallout в Чехии. Разработка началась сразу после выхода официального редактора карт и базовой документации по скриптам Fallout в 2003 году. Однако из-за того, что создатели недооценили размер проекта и занимались им лишь в свободное время, на завершение ушло около 10 лет. В ходе длительной разработки большинство изначальных идей и концепций были пересмотрены, вплоть до изменения основного сюжета. 3 октября 2013 года была выпущена финальная версия игры на чешском языке. 15 июля 2016 года состоялся релиз игры на английском языке.

## Разработчики
Основной костяк команды состоял из четырёх человек, которые работали над игрой с самого начала:
- Вацлав «Демон» Панош (чеш. Václav «Daemon» Panoš) - организатор и куратор всего проекта. Также отвечал за гейм-дизайн, создание карт, тексты и скрипты
- Марек «Марио» Штипек (чеш. Marek «Maryo» Štípek) — дизайн карт, скрипты, моддинг движка и сюжет.
- Милан «Ратман» Ратичак (чеш. Milan «Ratman» Ratičák) — главным в графике и куратор других дизайнеров. Также написал сценарии для большей части игры.
- Лодж «Саруман» Мариан (чеш. Marián «Saruman» Lóži) — отвечал за значительную часть игрового дизайна, письменных текстов и тестировани

Помимо выше перечисленных, множество людей помогали созданию проекта. Полный список можно посмотреть на официальном сайте в разделе «разработчики».